# Minapis pseudonigra
Minapis pseudonigra är en stekelart som beskrevs av Gomes 1944. Minapis pseudonigra ingår i släktet Minapis och familjen Tanaostigmatidae. Inga underarter finns listade i Catalogue of Life.